# Renato Monti
Renato Monti (Gardanne, 7 giugno 1921 – 17 gennaio 2001) è stato un politico e sindacalista italiano.

## Biografia
Sindacalista della CGIL, è funzionario delle Camere del Lavoro di Pescia, Larciano e Pistoia. In occasione delle politiche del 1972 fu eletto alla Camera col Partito Comunista Italiano, ottenendo 20.643 preferenze.
Terminato il mandato parlamentare nel 1976, fu capogruppo del PCI al Consiglio comunale di Pescia e, in seguito alle elezioni amministrative del 1980, divenne consigliere provinciale della provincia di Pistoia.